# Джугинский мост
Бешбармакские укрепления, Азербайджан
Джугинский мост (азерб. Cuğa körpüsü) — разрушенный мост, расположенный на реке Аракс, неподалёку от Джульфы, в разрушенном городе Джуга. Мост датируется XI-XIII веками.

## История
От моста до XXI века сохранились только четыре устоя. Кроме берегового устоя, остальные три сохранились плохо и представляют собой остатки бутовой кладки мостовых быков. Облицовка полностью утрачена. Внутри берегового устоя располагался ряд помещений. На обращенной к реке стороне устоя также сохранился широкий проём, который перегородками разделён на три части.
Основным строительным материалом для возведения моста послужил красноватый песчаник, скреплявшийся известковым раствором. В некоторых частях строительного массива наблюдаются вкрапления кирпичной кладки из обычного для того периода квадратного кирпича.